# Emilio Alvero
Emilio Vera Alvero (Manilla, 8 februari 1886 - Manilla, 1955) was een Filipijns kunstschilder en beeldhouwer. 

## Biografie
Alvero werd geboren op 8 februari 1886 in de Filipijnse hoofdstad Manilla. Hij kreeg schilderles van Lorenzo María Guerrero en Cesare Alberoni en beeldhouwles van Romualdo de Jesus. Alvero werd bekend door zijn realistische schilderijen, zoals Nipa Hut (1925). Later schilderde hij veelal in een impressionistische stijl. Een bekend beeldhouwwerk van Alvaro is de katafalk van José Mabesa in Hongkong.
Alvero overleed in 1955. Hij was getrouwd met Rosa Sevilla, oprichtster van Instituto de Mujeres. Hun zoon Aurelio Alvero was een dichter. 
- International Standard Name Identifier: 0000 0003 9137 6945
- Nederlandse Thesaurus van Auteursnamen: 284815764
- Virtual International Authority File: 285230473